# Beresina
Beresina (o Berezina; in bielorusso: Бярэ́зіна, Biarezina [bʲaˈrɛzʲinɐ]) è un fiume della Bielorussia, tributario del fiume Dnepr.

## Città attraversate dalla Beresina
- Babrujsk
- Barysaŭ
- Svetlahorsk

## Avvenimenti storici
- l'armata di Carlo XII di Svezia attraversò il fiume il 25 giugno 1708 durante la campagna contro lo zar Pietro il Grande nella Grande guerra del nord.
- Battaglia della Beresina: l'armata francese di Napoleone Bonaparte subì pesanti perdite nell'attraversamento del fiume nel novembre del 1812 durante la sua ritirata dalla Russia: da allora il termine "Beresina" è usato nella lingua francese come sinonimo di "catastrofe".
- battaglie lungo le sponde del fiume si svolsero anche tra il maggio-luglio 1920 durante la Guerra Polacco-Sovietica e nel 1941 e nel 1944 durante la Seconda guerra mondiale.